# Hugo Viana
Hugo Miguel Ferreira Gomes Viana (Barcelos, 15 de janeiro de 1983), mais conhecido como Hugo Viana, é um diretor desportivo e ex-futebolista português que representa atualmente o Sporting CP como diretor de futebol, tendo sido médio-centro durante a sua carreira enquanto jogador, jogando no Sporting CP, Newcastle United e Valência.
Em Julho de 2009 foi anunciado o seu empréstimo ao Sporting de Braga.
No dia 27 de Agosto de 2010 foi contratado pelo Sporting de Braga  ao FC Valencia .
Em Junho de 2013 terminado o contrato com o Sporting Clube de Braga, assinou pelo Al-Ahli, do Dubai, por 2 épocas. Em Junho de 2017 foi anunciado como o novo diretor desportivo do Clube de Futebol Os Belenenses, após ter terminado a carreira de futebolista no final de 2016 .

## Palmarés
Sporting
- Primeira Liga: 2001–02
- Taça de Portugal: 2001–02, 2006–07
- Taça UEFA: Finalista 2004–05

Braga
- Taça da Liga: 2012–13
- Liga Europa da UEFA: Finalista 2010–11

Al Ahli